# Universiade d'hiver de 1970
Navigation
Édition précédente Édition suivante
La 6e édition de l'Universiade d'hiver, compétition internationale universitaire multi-sports, s'est déroulée du 3 au 9 avril 1970 à Rovaniemi, en Finlande. Au total, 591 athlètes issus de 25 nations ont pris part aux différentes épreuves réparties dans 7 sports.

## Tableau des médailles
| Rang | Pays                 | Médaille d'or | Médaille d'argent | Médaille de bronze | Total |
| 1    | Union soviétique     | 13            | 16                | 8                  | 37    |
| 2    | États-Unis           | 5             | 4                 | 1                  | 10    |
| 3    | Allemagne de l'Ouest | 3             | 1                 | 5                  | 9     |
| 4    | Tchécoslovaquie      | 3             | 0                 | 0                  | 3     |
| 5    | Pologne              | 0             | 2                 | 1                  | 3     |
| 6    | Corée du Nord        | 0             | 1                 | 1                  | 2     |
| 7    | Autriche             | 0             | 0                 | 3                  | 3     |
| 8    | Japon                | 0             | 0                 | 2                  | 2     |
| 9    | Finlande             | 0             | 0                 | 1                  | 1     |
| 9    | France               | 0             | 0                 | 1                  | 1     |